# Саміра Мусса
Саміра Мусса (масрі سميرة موسى, (нар. 3 березня 1917 — пом. 5 серпня 1952) — перша єгиптянка, яка стала фізиком-ядерником. Саміра здобула докторський ступінь у галузі атомної радіації. Вона сподівалася, що її дослідження у майбутньому будуть сприяти появі доступного медичного обслуговування та мирного використання атомної енергії. Вона організувала конференцію «Атомна енергія заради миру» та виступила ініціатором проведення міжнародної конференції під девізом «Атом заради миру». Вона стала першою жінкою, яка працювала в Каїрському університеті.

## Молодість і коледж
Мусса народилася в Єгипті в губернаторстві Гарбія у 1917 році. Її мати померла від раку, батько був відомим політичним діячем. Він переїхав із донькою до Каїра та вклав свої гроші в невеликий готель у районі Ель-Хусейн. За наполяганням свого батька Мусса навчалася в початковій школі Касер Ель-Шок, в одній з найстаріших шкіл Каїра. Після здобуття початкової освіти вона вступила до школи Банат Ель-Ашраф, яку побудував і якою керував її батько.
Попри високі шкільні оцінки та можливість кар'єри інженера, Мусса наполягала на вступі на факультет природничих наук Каїрського університету. У 1939 році Мусса здобула ступінь бакалавра радіології з відзнакою за дослідження впливу рентгенівського випромінювання на різні матеріали. Доктор Мустафа Мушарафа, перший декан факультету, допомог своїй студентці стати першою викладачкою на факультеті. Згодом вона стала першим доцентом того ж факультету, першою жінкою, яка зайняла університетську посаду, і першою, хто здобув ступінь доктора філософії в галузі атомної радіації.

## Ядерні дослідження
Мусса вірила у «Атом заради миру». Вона сказала: «Я хочу, щоб ядерне лікування раку було таким же доступним і дешевим, як аспірин». Вона наполегливо працювала для цієї мети, і під час своїх інтенсивних досліджень вона придумала історичне рівняння, яке допомогло б розщепити атоми дешевих металів, як-от мідь, проклавши шлях до дешевої ядерної бомби.
Мусса організувала конференцію «Атомна енергія заради миру» та виступила з закликом до проведення міжнародної конференції під девізом «Атом заради миру», на яку запросили багато видатних учених. На конференції висловили низку рекомендацій щодо створення комітету із захисту від ядерної небезпеки, за що вона рішуче виступала. Мусса також зголосилася допомагати лікувати хворих на рак у різних лікарнях, оскільки її мати пройшла через запеклу боротьбу з цією хворобою.

## Поїздка до США
Мусса отримала стипендію по програмі Фулбрайта у галузі атомної енергетики для ознайомлення з сучасними дослідницькими можливостями Каліфорнійського університету. На знак визнання її піонерських ядерних досліджень вона отримала дозвіл побувати на секретних атомних об'єктах США. Цей візит викликав бурхливі дебати в академічних і наукових колах США, оскільки вона стала першою небілою людиною, яка отримала такий привілей.
Вона відхилила кілька пропозицій, які вимагали від неї проживання у США та отримання американського громадянства, сказавши: «Єгипет, моя дорога батьківщина, чекає на мене».

## Авторські праці
Доктор Саміра Мусса стала першим доцентом у Школі наук Каїрського університету і, навдивовижу, першою жінкою в університеті, яка отримала університетську посаду завдяки своїй новаторській докторській дисертації у галузі атомної радіації у 1940-х роках. Натхненна внеском попередніх мусульманських вчених, як-от її вчитель доктор Мустафа Машрафа, Саміра написала статтю про внесок Мухаммада ібн Муси аль-Хорезмі щодо заснування алгебри. Вона також є автором кількох статей, у яких простими словами розповідає про теорію ядерної енергії, її вплив і безпеку її використання. Вона також обговорювала історію атома та його структуру, небезпеку технології ядерного поділу, а також властивості випромінювання та їхній біологічний вплив.

## Смерть
5 серпня 1952 року після свого першого візиту до США вона мала намір повернутися додому, але її запросили у подорож. Дорогою машина впала з висоти 40 футів, від чого вона загинула одразу. Стверджується, що за смертю Мусси стоїть ізраїльський Моссад, якому допомагала єврейсько-єгипетська акторка Ракія Ібрагім (Рейчел Абрахам). У 2012 році онука останньої, Ріта Девід Томас, підтвердила припущення, що її бабуся була головним пособником в ліквідації жінки-ядерника Саміри Мусса, використовуючи при цьому їхні товариські стосунки. Серед іншого, вона виготовила зліпок ключа від квартири подруги, надавши агентам доступ до її нотаток і розробок, а також передавала інформацію з пересування Саміри.

## Нагороди та відзнаки
На знак визнання її зусиль вона отримала багато нагород. Зокрема:
- 1953: вшанована єгипетською армією[6].
- 1981: президент Анвар Садат нагородив її Орденом науки та мистецтв першого ступеня[6].
- На її честь назвали лабораторію природничого факультету та школу в селі[6].
- Єгипетське телебачення транслювало серіал «Безсмертна», у якому показали віхи її життя[6].
- У 1998 році під час святкування Дня єгипетської жінки вирішили створити культурний простір у місці, де вона народилася[6].
- Вийшла друком книга про її життя та науковий внесок[10].